# Château d'Arcangues
Le château d'Arcangues est situé sur la commune d'Arcangues, dans le département des Pyrénées-Atlantiques. 

## Historique

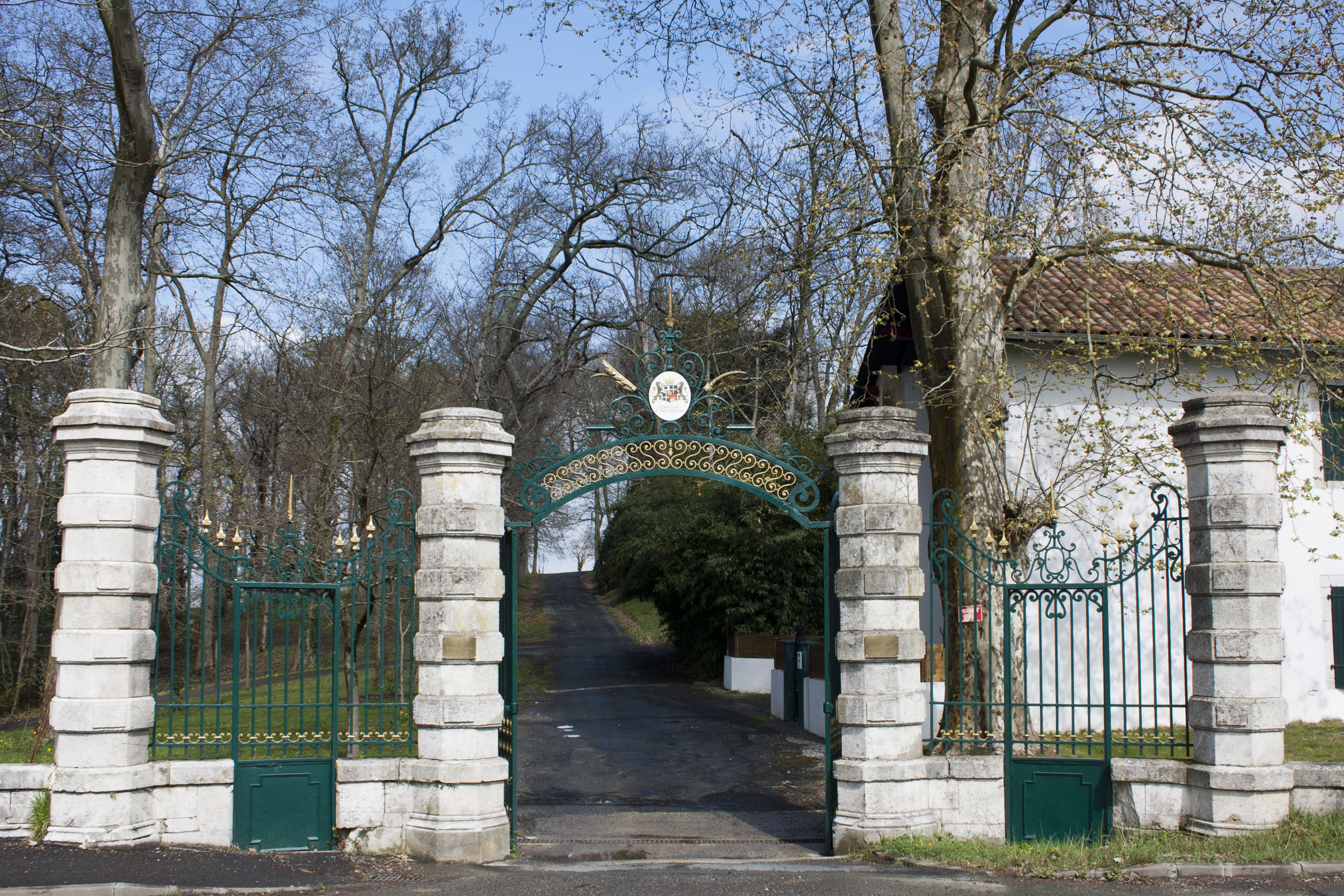
Entrée du château.

Le château fait l’objet d’une inscription au titre des monuments historiques depuis le 2 avril 1980.